# AmRest

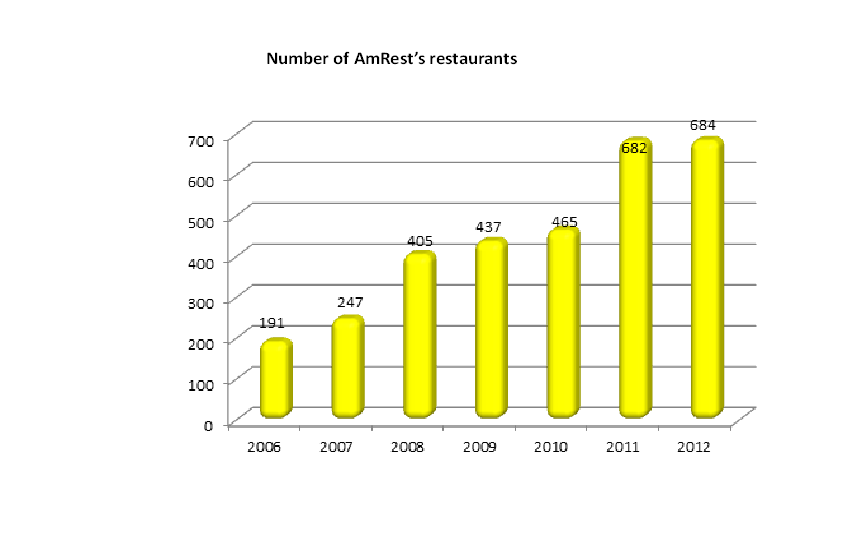
Gráfico de restaurantes de la cadena AmRest.

AmRest Holdings SE (WSE: EAT) es una compañía multinacional española de restaurantes. La empresa tiene su sede en Madrid y opera en España, Francia, Alemania, Polonia, República Checa, Hungría, Rusia, Bulgaria, Serbia, Croacia, y Estados Unidos. AmRest cuenta con más de 1600 restaurantes por todo el mundo. La compañía realizó una oferta pública de acciones inicial en la Bolsa de valores de Varsovia en 2005.

## Historia

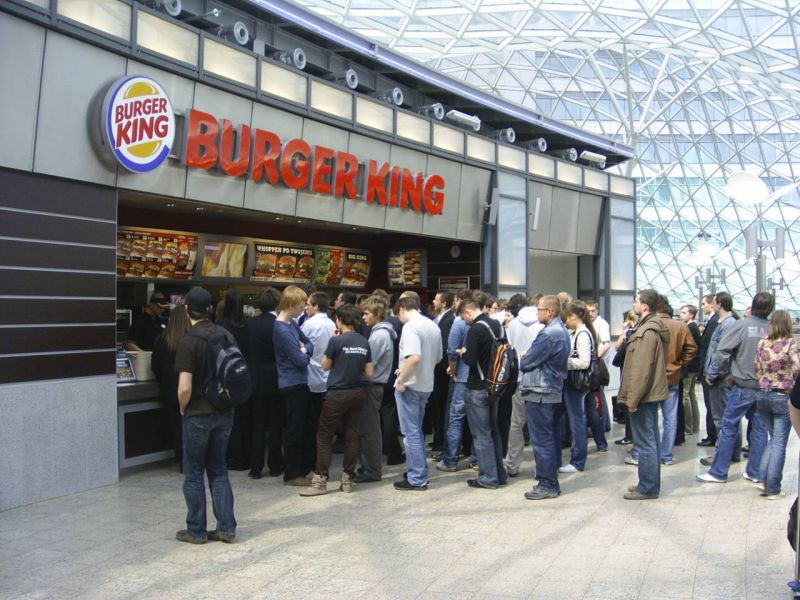
Restaurante Burger King en Złote Tarasy, Varsovia

En 1993, Henry J. McGovern, Donald M. Kendall, Sr., Donald M. Kendall, Jr. y Christian R. Eisenbeiss crearon la empresa American Restaurants Services. Inicialmente, la compañía obtuvo derechos de franquiciado para operar restaurantes Pizza Hut y KFC en el oeste de Polonia. En 1998, llevó sus negocios fuera de Polonia, al hacerse cargo de las sucursales de KFC y Pizza Hut en la República Checa, que anteriormente eran gestionadas por Yum! Brands.
En 2000, AmRest Holdings SE nace como una empresa conjunta entre American Restaurants Services y Yum! Brands, y en 2001, la nueva compañía adquiere International Fast Food Polska, el operador de Burger King en Polonia. Todos los restaurantes de Burger King pronto se convirtieron en KFC. En 2005, la compañía adquirió la franquicia de restaurantes de Yum! en la República Checa y Polonia, convirtiéndose en el franquiciatario exclusivo de KFC y Pizza Hut en esos países. En 2006, AmRest compró los derechos de 17 restaurantes KFC y Pizza Hut en Hungría y lanzó nuevas marcas como Freshpoint y Rodeo Drive.
En abril de 2005, AmRest debuta en el mercado de valores de Varsovia y Yum! Brands sale de la compañía como accionista. En mayo de 2005, AmRest adquiere 8 nuevos restaurantes en la República Checa, renombrándolos KFC.
En 2007, AmRest abrió su primer restaurante Burger King en Polonia, el primer restaurante KFC en Serbia y Bulgaria y firma acuerdos conjuntos con Starbucks para varias tiendas en Polonia, la República Checa y Hungría. En 2008, la compañía firmó acuerdos de apertura de la enseña Burger King en Bulgaria y adquirió varios restaurantes en Rusia. En enero de 2008, AmRest abre su primer Starbucks en Praga y un poco más adelante lo hace en Polonia. En mayo de 2008, AmRest adquirió el 80% de participaciones en Apple Grove Holding, el franquiciado de Applebee's en los Estados Unidos.
En abril de 2010, Warburg Pincus, una empresa de capital inversión, ofrece más de 300 millones pln para hacerse con el 24,99% de AmRest. En 2010, AmRest también abrió el primer Starbucks en Hungría.
En abril de 2011, AmRest anunció la adquisición de la compañía española Restauravia, que gestionaba 30 restaurantes KFC y más de 120 restaurantes italianos denominados La Tagliatella.
Los intentos que AMREST ha realizado desde 2012 para desarrollar la cadena de restaurantes La Tagliatella fuera de España son un fracaso. Los establecimientos abiertos en China, India y Estados Unidos se cerraron muy rápidamente. En Francia, la filial AMREST SAS que opera los cinco restaurantes del grupo generó en 2017 pérdidas por € 2,9 millones, un total desde 2012 de € 11,7 millones. Los seis franquiciados franceses han sido objeto de procedimientos judiciales colectivos.
Si en 2012 AmRest contaba con 684 restaurantes, en 2016 superaba los 1 200 establecimientos. En abril de 2016, AmRest compra otros 144 restaurantes de Starbucks en Alemania, por una cifra de 41 millones de euros.
En 2018, la compañía anuncia planes de salida al mercado de valores en España.

## Marcas del grupo
- La Tagliatella
- Blue Frog
- KAAB